# Ashok Leyland
Ashok Leyland es una multinacional india del automóvil con sede en Chennai.
Propiedad del Grupo Hinduja, Ashok Leyland es el segundo mayor fabricante de vehículos comerciales de la India, el tercer mayor fabricante de autobuses del mundo y el décimo mayor fabricante de camiones. Con la central corporativa ubicada en Chennai, sus instalaciones de fabricación están repartidas por todo el país, concretamente en la propia Chennai (Tamil Nadu), Bhandara (Maharashtra), Hosur (dos plantas), Alwar (Rajastán) y Pantnagar (Uttarakhand).